# Orectoderus ruckesi
Orectoderus ruckesi är en insektsart som beskrevs av Knight 1968. Orectoderus ruckesi ingår i släktet Orectoderus och familjen ängsskinnbaggar. Inga underarter finns listade i Catalogue of Life.